# Jutta Leerdam
Jutta Leerdam (ur. 30 grudnia 1998 w 's-Gravenzande) – holenderska łyżwiarka szybka, wicemistrzyni olimpijska i wielokrotna medalistka mistrzostw świata.

## Kariera
Na mistrzostwach świata juniorów w Helsinkach zdobyła cztery medale: złote na 1500 m i wieloboju oraz srebrne na 500 m i 3000 m. Kolejne siedem medali zdobyła podczas mistrzostw świata juniorów w Salt Lake City: złote w sprincie drużynowym i biegu drużynowym, srebrne na 500 m, 1000 m, 1500 m, 3000 m oraz wieloboju.
Podczas mistrzostw świata na dystansach w Inzell w 2019 roku zdobyła złoty medal w sprincie drużynowym. Wynik ten powtórzyła na mistrzostwach świata na dystansach w Salt Lake City, zdobywając jednocześnie złoty medal w biegu na 1000 m. Rok później, na mistrzostwach świata na dystansach w Heerenveen zajęła drugie miejsce w biegu na 1000 m. W zawodach tych rozdzieliła Brittany Bowe z USA i Rosjankę Jelizawietę Gołubiewą. 
Pierwszy raz na podium zawodów Pucharu Świata stanęła 18 listopada 2018 roku w Obihiro, razem z koleżankami zajmując trzecie miejsce w sprincie drużynowym. Indywidualnie pierwsze podium wywalczyła 7 marca 2020 roku w Heerenveen, wygrywając rywalizację w biegu na 1000 m. W zawodach tych wyprzedziła Brittany Bowe i Miho Takagi z Japonii.